# 兵庫県立神戸工業高等学校
兵庫県立神戸工業高等学校（ひょうごけんりつ こうべこうぎょうこうとうがっこう）は、兵庫県神戸市兵庫区にある公立で定時制の高等学校である。
兵庫県立兵庫工業高等学校に併設されている。元は同じ学校であったが全日制と定時制が別の学校として独立し現在に至る。

## 設置学科
- 機械科
- 電気科
- 建築科
- 情報技術科

## 沿革
- 1912年 兵庫県立工業学校夜間部設立
- 1943年 兵庫県立第三神戸工業学校として昼間部から独立
- 1948年 学制改革により現校名となる

## 出身者
- 加藤文太郎（登山家）

## 所在地
- 〒652-0863 兵庫県 神戸市 兵庫区和田宮通2-1-63（兵庫県立兵庫工業高等学校と同じ）